# Yasin Haji
Yasin Haji (ur. 22 stycznia 1996) – etiopski lekkoatleta specjalizujący się w biegach długodystansowych.
W 2014 uczestniczył w mistrzostwach Afryki w biegach przełajowych oraz został, w biegu na 5000 metrów wicemistrzem świata juniorów. Dwukrotny medalista mistrzostw świata w biegach przełajowych w Guiyangu (2015). 
Rekord życiowy: bieg na 5000 metrów – 13:18,18 (9 lipca 2015, Lozanna). 

## Osiągnięcia indywidualne
| Rok  | Impreza                                   | Miejsce     | Konkurencja    | Pozycja     | Wynik    |
| ---- | ----------------------------------------- | ----------- | -------------- | ----------- | -------- |
| 2014 | Mistrzostwa Afryki w biegach przełajowych | Kampala     | bieg juniorów  | 10. miejsce | 13:26,61 |
| 2014 | Mistrzostwa świata juniorów               | Eugene      | bieg na 5000 m | 2. miejsce  | 23:28    |
| 2015 | Mistrzostwa świata w biegach przełajowych | Guiyang     | bieg juniorów  | 1. miejsce  | 23:42    |
| 2015 | Igrzyska afrykańskie                      | Brazzaville | bieg na 5000 m | 7. miejsce  | 13:26,61 |